# Les Sims 4 Star Wars : Voyage sur Batuu
Les Sims 4 Star Wars : Voyage sur Batuu (The Sims 4 Star Wars: Journey to Batuu) est le neuvième pack de jeu du jeu vidéo de simulation de vie Les Sims 4. Il est sorti le 9 septembre 2020 sur PC, PS4 et Xbox One.

## Accueil
Les Sims 4 Star Wars : Voyage sur Batuu a une note moyenne de 70 sur 100 sur le site Metacritic, basée sur 15 avis.